# Ubaldo Fiorenzi
Ubaldo Fiorenzi (Osimo, 1890 – 29 agosto 1949) è stato un inventore italiano.

## Biografia
Ubaldo Fiorenzi, Conte di Montecerno, nasce a Osimo nel 1890, dopo essersi laureato in agraria, nel 1914 parte per l'Africa equatoriale dove inizia la sua attività di agronomo nella coltivazione del cotone.
Al ritorno inventa la blocchiera idraulica Fiorenzi, ovvero una pressa idraulica montata su quattro ruote (in modo da poter essere trasportata sul luogo in cui si vuole costruire) che confeziona blocchi di terra compressa utilizzabili in sostituzione di mattoni o pietre. Nel 1928 realizza di un altro progetto, le "casseforme Fiorenzi", con le quali si possono realizzare abitazioni impiegando la ghiaia del litorale che, lavata e mescolata al cemento, viene colata in casseforme di legno.
Alla fine degli anni trenta decide di fare di Marzocca di Senigallia un luogo di villeggiatura: sposta a monte la ferrovia e progetta un piano urbanistico che prevede lo sviluppo di villini che vanno dal mare fino alla sommità della collina, con al centro una piazza con negozi e servizi. Questo programma non viene però completato; lascia l'Italia ed accetta di andare in Dalmazia dove costruisce due villaggi, nel 1940 Fiorenzi va a Milano dove la Società Saffa gli affida la costruzione del villaggio-operai di Magenta utilizzando il brevetto delle casseforme.
Nello stesso tempo, con la Saffa, inventa la villetta prefabbricata in legno, l'anno successivo fonda la S.T.A.R. (studi tecnici artistici riuniti) stipulando con la società Ernesto Breda una convenzione che ha l'obiettivo di utilizzare le casseforme Fiorenzi nell'ambito della ricostruzione edilizia del dopoguerra.
Nel 1920 diventa padre di Luciana, nel 1924 di Marcella e nel 1930 di Giovanna. Nel 1946 Fiorenzi costruisce per la Breda a Sesto San Giovanni e sul lago di Garda e perfeziona il brevetto trasformato in casseforme Breda-Fiorenzi. Nel 1948 vince l'appalto per il villaggio UNRA-CASA nel quartiere di Torrette di Ancona, l'anno dopo riesce ad esportare le casseforme a New York grazie all'architetto Mario Fianchetti.
Il 29 agosto 1949 Ubaldo Fiorenzi muore in un incidente stradale.